# Melitea (ciudad)

Mapa con algunas de las principales ciudades de la antigua Tesalia y zonas adyacentes. Melitea estaba situada al sureste de Táumacos.

Melitea o Mélite (en griego, Μελίτεια) es el nombre de una antigua ciudad griega de Tesalia.
Estrabón menciona que se encontraba en la Ftiótide. Añade que la ciudad se llamaba antes Pirra y en su ágora se encontraba la tumba de Helén, el hijo de Deucalión y Pirra, lo cual, según los meliteos, constituía una prueba de que había existido a diez estadios de su ciudad una ciudad llamada Hélade, desde donde sus habitantes habían emigrado a la ciudad de los meliteos.
Según la mitología griega su fundador epónimo había sido Meliteo y existía una leyenda según la cual Aspálide, una hermosa doncella del lugar, se había ahorcado para evitar ser poseída por un tirano de la ciudad al que llamaban Tártaro. Astígites, el hermano de Aspálide, mató al tirano tras disfrazarse como si hubiera sido su hermana. Se creía que el cuerpo de Aspálide no fue encontrado porque desapareció por obra de los dioses y en su lugar apareció una estatua junto a otra estatua de Artemisa que ya había en la ciudad. En esta nueva estatua, llamada Aspálide Amilete Hecaerga, las doncellas de la ciudad colgaban cada año una cabra virgen, así como Aspálide se había ahorcado siendo virgen.
La ciudad es mencionada por Tucídides como uno de los lugares donde el general espartano Brásidas se detuvo, en el año 424 a. C. mientras atravesaba Tesalia para conducir sus tropas a una expedición a Tracia.
Según narra Polibio, en el año 217 a. C. Filipo V de Macedonia intentó tomar al asalto Melitea pero fracasó en el intento por ser las escalas demasiado cortas.
Se localizaba a medio camino entre Heraclea Traquinia y Farsalo, cerca de donde nace el río Enipeo. Actualmente en ese lugar existe una población que conserva su mismo nombre de Melitea, llamada antes Avaritsa.